# Jicchok Lejb Perec
Jicchok Lejb Perec (jidiš: יצחק־לייבוש פרץ, polsky: Icchok Lejbusz Perec, v anglosaském světě uváděn většinou jako Isaac Leib Peretz nebo I. L. Peretz; 18. května 1852, Zamość – 3. dubna 1915, Varšava) byl polský židovský spisovatel píšící v jidiš (zpočátku v hebrejštině). Do jidiš literatury vstoupil roku 1888. Pro své povídky čerpal materiál ze života zbídačených Židů ve východní Evropě a kritizoval jejich pokoru a rezignaci. Jednu knihu věnoval i legendě o pražském golemovi. Psal i populárně naučné texty, kterými chtěl východní židovstvo poučit o vývoji moderní vědy. Perec odmítal kulturní univerzalismus a viděl svět jako složený z různých národů, z nichž každý má svůj vlastní charakter a "vyvolenost". Je představitelem haskaly (židovského osvícenství), nicméně na rozdíl od mnoha svých kolegů ctil jidiš a chasidismus, v chasidském folklóru našlo inspiraci například jeho dílo Der Kuntsenmakher (vydání z roku 1917 ilustroval Marc Chagall). Sol Liptzin ho charakterizoval jako "optimistu, který věřil v nevyhnutelnost pokroku". Jako většina maskilů žijících v Ruské říši přivítal revoluci roku 1905, ale opatrněji než většina kolegů, upozorňoval často na protižidovské pogromy, které revoluci provázely, a obával se, že univerzalistické ideály revoluce budou brzy zmarněny. Věřil, že lze vytvořit národní život pro Židy v diaspoře, bez nutnosti se vrátit do Svaté země, a s jidiš jako národním jazykem. Francouzský spisovatel Georges Perec byl jeho vzdáleným příbuzným.